# Marie Poppeová
Marie Poppeová v Knize narozených Marie Viktorie (23. prosince 1856 Plzeň-Horomyslice – 27. března 1938 Plzeň) byla česká pedagožka, spisovatelka a překladatelka.

## Životopis
Narodila se 23. prosince 1856 v Plzni-Horomyslicích v domě číslo 2. Jejími rodiči byli Josef Poppe kontrolor (železárny) v Horomyslicích a Johanna Poppeová-Beranová z Mladé Boleslavi. Jejími sourozenci byli Ján Křtitel Poppe (15. srpna 1849) a Anna Henrica Poppeová (5. dubna 1851). Marie „odpadla“ k církvi Českobratrské evangelické 20. 1. 1921.
Byla odbornou učitelkou v Plzni, autorkou pohádek a beletrie pro mládež a překládala z francouzštiny. Zpočátku psala pedagogicko-psychologické články do časopisů (Časopis učitelek a Rodinné vychování); později psala též články do novin, časopisů (ženských, zábavných, lesnických) jakož i do různých ročenek a sborníků.
Byla členkou a jednatelkou spolku Česká jednota paní a dívek v Plzni, členkou spolku Dědictví Komenského v Praze. Zemřela 27. března 1938 v Plzni v Liliové ulici v domě číslo 26.

## Dílo

### Próza
- Sváťa: obrázky z jeho dětství – Praha: Edvard Leschinger, 1916
- Otcovia – od Márie Poppeovej. Rozpomienka – od Tripsa. Martin: Tatran, 1920
- Jarní lásky sen: dívčí román – Praha: Josef R. Vilímek, 1921
- Helenkin svätý Mikuláš – Martin: Tatran, 1923
- Mladý ráj a starý had: román z přítomnosti – Praha: Josef R. Vilímek, 1921
- Obeť smierenia – Martin: Tatran, 1923
- V zrcadle pohádky – obrázky nakreslil Rudolf Vojíř. Velké Meziříčí: Alois Šašek, 1924
- Zázrak Svantovítův, 1925[4]
- Očista Imraye Sahiba – Praha: Kruh Tisíce, 1927
- Miluška – ilustroval Zdeněk Glückselig. Praha: Josef R. Vilímek, 1928
- Pufíček, přítel pes; Bojar, bernardin – ilustrovala B. Solarová, 1929
- S paprskem pohádky – Praha-Vršovice: Světová literatura, 1930
- Šťastní Zálesníčkové: život trpaslíků na nedostupném ostrově – obrázky: Václav Čutta. Praha; Plzeň: Jan Kobes, 1933
- Julinčino vítězství: dívčí románek – ilustroval Fr. Smatek. Praha; Plzeň: Jan Kobes, 1935

### Překlad
- Římská orgie – Prosper Castanier; s ilustracemi Schmidta a Coeurdame; přeložil Quelqu’un [pseudonym]. Praha: nákladem Aloise Hynka, 1927